# Symphysodontella laxissima
Symphysodontella laxissima là một loài rêu trong họ Pterobryaceae. Loài này được E.B. Bartram & Dixon mô tả khoa học đầu tiên năm 1936.